# 42. македонска дивизија НОВЈ
42. македонска дивизија НОВЈ формирана је 7. септембра 1944. године у селу Лисиче код Велеса. При оснивању у њен састав су ушле Трећа, Осма и Дванаеста македонска ударна бригада. До друге половине новембра, имала је 4.136 бораца и официра. Средином октобра 1944. године, ушла је у састав Шеснаестог корпуса НОВЈ.

## Борбени пут дивизије
Дејствовала је на ширем подручју око Скопља, на комуникацијама према Велесу и комуникацији Скопље-Тетово у борбама против немачких и балистичких снага. Јединице дивизије су 9. новембра 1944. ослободиле Велес, а затим учествовале у ослобођењу Скопља 13. новембра 1944. године. У децембру је учествовала у борбама за ослобођење Косова.
Почетком јануара 1945. године, у њен су састав ушле Трећа и Шеснаеста македонска ударна бригада, Седма албанска бригада и Прва македонска артиљеријска бригада. Након тога је дивизија ушла у састав Петнаестог корпуса НОВЈ. Учествовала је у борбама на Сремском фронту и завршним операцијама за ослобођење Југославије.

## Командни састав
Команданти:
- Коста Јашмаков, командант до 6. децембра 1944.
- Миливоје Грозданић, командант од 6. децембра 1944.

Политички комесари:
- Боро Чаушев - Странџата, политички комесар
- Јонче Фотевски, политички комесар
- Раде Гогов - Црноречки, политички комесар од 6. децембра 1944.
- Бено Русо, политички комесар од 6. јануара 1945.